# Gmina Skała
Die Gmina Skała ist eine Stadt-und-Land-Gemeinde im Powiat Krakowski der Woiwodschaft Kleinpolen in Polen. Ihr Sitz ist die gleichnamige Stadt mit etwa 3800 Einwohnern.

## Gliederung
Zur Stadt-und-Land-Gemeinde (gmina miejsko-wiejska) gehören neben der Stadt Skała folgende 17 Dörfer mit einem Schulzenamt:
Barbarka
Cianowice
Gołyszyn
Maszyce
Minoga
Niebyła
Świnczów
Nowa Wieś
Ojców
Poręba Laskowska
Przybysławice
Rzeplin
Smardzowice
Sobiesęki
Stoki
Szczodrkowice
Zamłynie
Weitere Ortschaften der Gemeinde sind Chmielarze, Cianowice Małe, Grodzisko, Popowiec-Leśniczówka und Świńczów.

## Geschichte
Auf dem Gebiet des Dorfes Maszyce befindet sich die Maszycka-Höhle, eine archäologische und paläoanthropologische Fundstätte, die eine Besiedelung der Region durch Menschen schon vor mehr als 16.000 Jahren belegt.

## Persönlichkeiten
- Mordechai Narkiss (1898–1957), israelischer Kunsthistoriker; geboren in Skała.